# Barbara Konarska
Barbara Konarska (ur. 7 października 1942 w Warszawie, zm. 15 grudnia 2022 w Gdańsku) – polska malarka. Uprawiała malarstwo sztalugowe, grafikę artystyczną i użytkową oraz malarstwo ścienne. Przez wiele lat prowadziła prace dydaktyczne z dziećmi i młodzieżą w swojej pracowni artystycznej. Od 1962 roku mieszkała i pracowała w Gdańsku. Od 1969 roku członkini Związku Polskich Artystów Plastyków ZPAP. Członkini artystycznego zrzeszenia „Grupa Kołobrzeg”, które zdobyło międzynarodowe uznanie.
Barbara Konarska  jest matką Hanny Ścisłowskiej.

## Życiorys
Urodziła się w rodzinie szlacheckiej, jest córką Roberta Franciszka Konarskiego i Zofii Marii Konarskiej z domu Miecznikowskiej.
W 1959 roku ukończyła II Liceum Ogólnokształcące im. M. Konopnickiej w Radomiu. Klasę maturalną ukończyła w 1960 roku w Liceum Ogólnokształcącym w Kołobrzegu. W 1962 roku dostała się z najwyższą lokatą do Państwowej Wyższej Szkoły Sztuk Plastycznych w Gdańsku (PWSSP, obecnie Akademia Sztuk Pięknych w Gdańsku). W 1968 roku ukończyła PWSSP w Gdańsku i Studium Pedagogiczne. Studiowała na wydziale malarstwa i grafiki pod kierunkiem prof. Krystyny Łady-Studnickiej, prof. Kazimierza Śramkiewicza, prof. Stanisława Borysowskiego, prof. Adama Haupta, prof. Włodzimierza Łajminga, prof. Witolda Frydrycha.
Od prof. Kazimierza Śramkiewicza otrzymała osobistą nagrodę za osiągnięcia z rysunku na I roku studiów. Dyplom i stopień magistra sztuki uzyskała w 1968 roku wykonując pracę dyplomową „Wychowanie przez sztukę” pod kierunkiem prof. Witolda Frydrycha i prof. Krystyny Łady-Studnickiej.
W 1982 roku była stypendystką Ministra Kultury i Sztuki. Brała udział w aukcjach charytatywnych na rzecz dzieci autystycznych i ludzi upośledzonych i kalekich.

## Twórczość

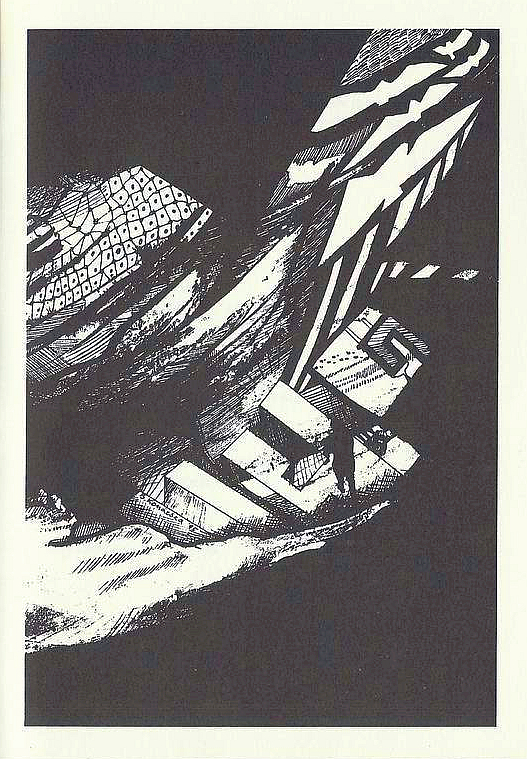
Barbara Konarska, ilustracja do poezji A. Zycha, 1995 r.

Barbara Konarska ma na swoim koncie wiele portretów, w tym karykatury z wczesnego okresu artystycznego. Oprócz tego projektowała plansze, wykonywała projekty neonów, kolorystyki budynków, aranżacje wnętrz, plakaty, grafiki ilustracyjne i użytkowe. Pracowała w wystawiennictwie, projektowała obwoluty książek oraz ilustracje do tekstów poezji m.in. prof. Adama Zycha. 
W 2008 roku zaprojektowała suknie z papieru na pokaz mody towarzyszący I Biennale Grafiki cyfrowej w Muzeum Miasta Gdyni. Malowała portrety żołnierzy wyklętych np. Hieronima Dekutowskiego, portrety księży: bł. ks. kmdr ppor. Władysława Miegonia (Kościół Garnizonowy Świętych Apostołów Piotra i Pawła w Gdańsku), Jerzego Popiełuszki i Prymasa Polski Stefana Wyszyńskiego oraz współpracowała z kurią gdańską malując portret arcybiskupa Sławoja Głódzia. Wykonała obraz Matki Bożej Różańcowej do ołtarza głównego gotyckiego Kościoła w Kmiecinie pw. św. Jadwigi Królowej.

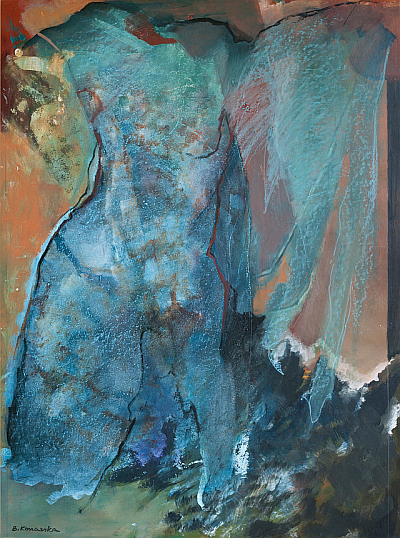
Barbara Konarska, Spacer po falach, olej na płycie, 2016, w kolekcji prywatnej.

W swoich obrazach podejmuje głównie tematykę związaną z problemami człowieka, refleksje nad jego naturą, przemijaniem. Tworzyła w różnych stylistykach, ale ostatecznie wybrała surrealizm oraz realizm – szczególnie w portretach. W jej malarstwie kluczową rolę odgrywają tajemniczość i niedopowiedzenie. Obrazy są często zabarwione erotyzmem, przekształcając rzeczywistość.

Barbara Konarska w swoich obrazach dotyka problemu „układania się” człowieka z samym sobą. Pragnie ona w tym, tak ogromnie złożonym, skomplikowanym i niejasnym świecie zachować „ja” i zaznaczyć własną indywidualność, odrębność, niepowtarzalność i prywatność

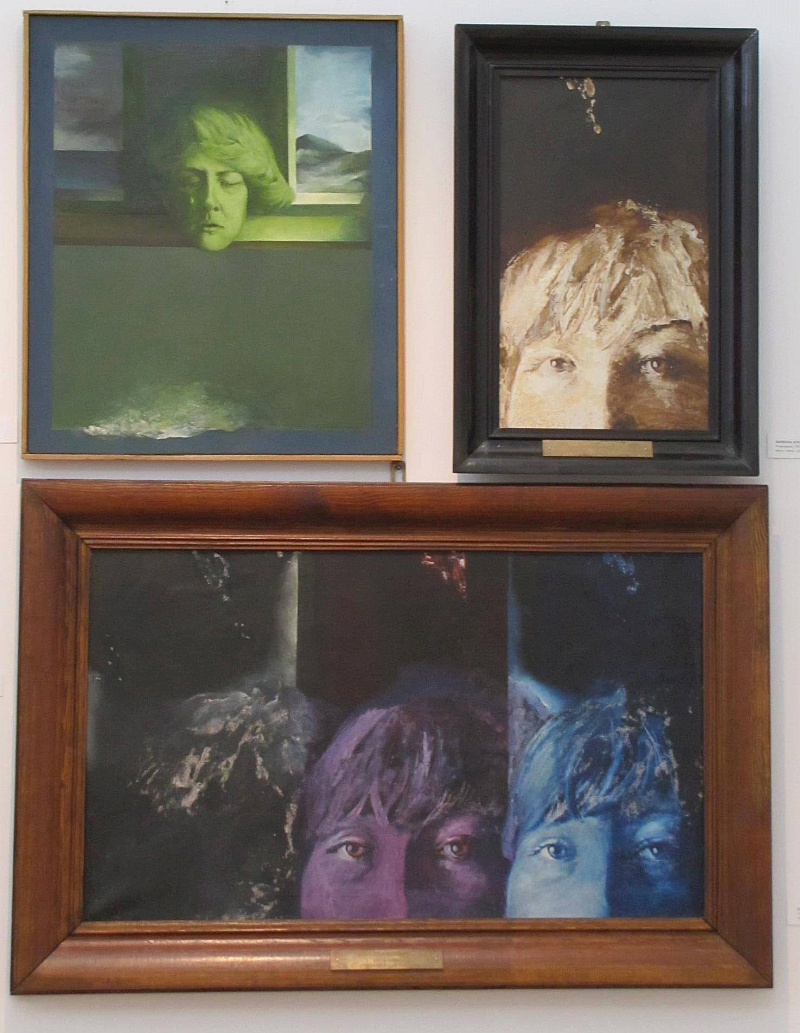
Barbara Konarska, od lewej: Autoportret (jeden z trzech należący do tryptyku, który zdobył pierwszą nagrodę-Grand Prix na I Prezentacji Portretu Współczesnego w Radomiu, 1978 r, oraz dwa obrazy zatytułowane Przemijanie, 1978 r. Obecnie są własnością Muzeum w Radomiu.

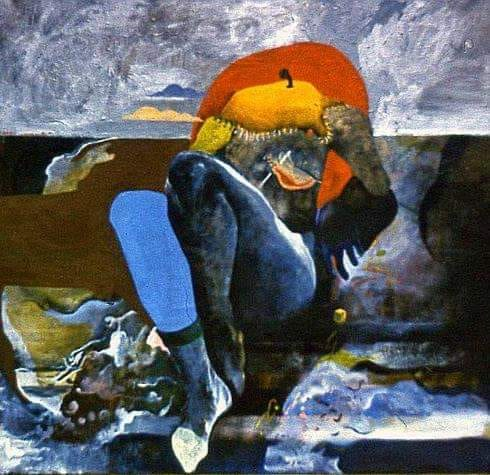
Barbara Konarska, Stalowe niebo, olej na płótnie, 1975, w kolekcji prywatnej. Wystawiany w Muzeum Narodowym w Gdańsku, na wystawie zbiorowej Twórczość Kobiet Plastyczek z okazji Roku Kobiet w 1975 r.

Pierwsza wystawa, w jakiej brała udział, odbyła się w 1975 roku pod tytułem „Twórczość Kobiet Plastyczek” i zorganizowana była przez Muzeum Narodowe w Gdańsku. Była to wystawa zbiorowa z udziałem profesorów PWSSP. 
W 1978 roku brała udział w wystawie zbiorowej na I Prezentacji Portretu Współczesnego w Radomiu, na której zdobyła I nagrodę (Grand Prix) za tryptyk autoportretów. 

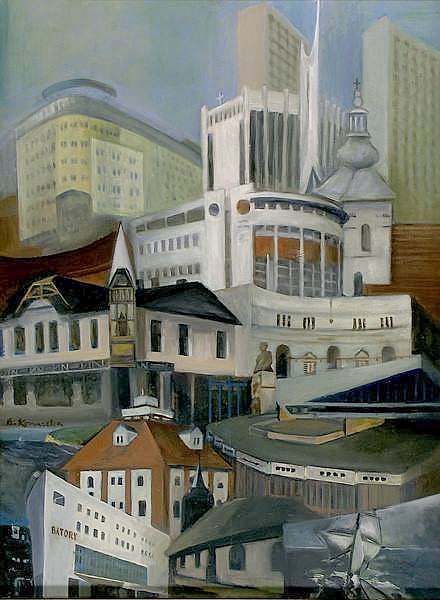
Barbara Konarska, Gdynia w pigułce, obraz miesiąca, olej na płótnie, 2014 r.

Miała 20 wystaw indywidualnych, m.in. w Galerii Profile w Gdyni, w Saab Automobile AB (Trollhättan w Szwecji), w Berlinie, Chicago, Gdyni, Sopocie, Zielonej Górze. Brała udział w wielu wystawach i konkursach zbiorowych krajowych i międzynarodowych: Polska – Radom, Gdańsk, Zielona Góra (Złote Grono), Warszawa (Narodowa Galeria Sztuki Zachęta), Warszawa (Muzeum Niepodległości – Galeria autoportretu współczesnego), Poznań, Bydgoszcz, Kraków, Opole, Sopot, Kołobrzeg; Niemcy – Berlin, Manheim, Eckental (Eckenhaid), Neustrelitz; Ukraina – Kijów. Oprócz wystaw w Szwecji (głównie Sztokholm) artyści „Grupy Kołobrzeg” wystawiali swoje prace w Bratysławie, Pradze, Neubrandenburgu, Berlinie i Innsbrucku. Brała udział w wystawie portretu współczesnego w Narodowej Galerii Sztuki Zachęta w Warszawie w 1984 roku. W 2004 roku uczestniczyła w wystawie „Film i filmowcy w rysunku satyrycznym” (przy okazji festiwalu Filmowego w Gdyni) w lokalu artystycznym Tygiel w Gdyni gdzie wystawiła kilka karykatur. W 2008 roku prowadziła wykład „Magia sztuki” w ramach programu „Kultura w dzielnicy” i cyklu spotkań „Artyści są wśród nas” zorganizowanego przez Galerię Profile w Gdyni. W 2011 roku była członkiem jury na VI Międzynarodowym Biennale Malarstwa i Tkaniny Unikatowej Barwy i faktury w Gdyni. W 2014 roku jedna z prac artystki „Gdynia” została obrazem miesiąca platformy internetowej Trójmiasto.pl z okazji 88-lecia Gdyni. 
W 2021 roku wzięła udział w jubileuszowej wystawie zbiorowej z okazji 25-lecia Stowarzyszenia Promocji Artystów Wybrzeża Era-Art. W encyklopedii Cambridge (Anglia) ukazała się krótka notka biograficzna artystki.
W czerwcu 2025 roku otwarto pierwszą wystawę retrospektywną po śmierci artystki. 07 czerwca odbył się wernisaż w Galerii w Zaułku w Gdańsku, a wystawę można było zwiedzać w dniach: 07-13 czerwca 2025. Kuratorką wystawy była Hanna Ścisłowska, córka artystki. 
Prace Barbary Konarskiej znajdują się w zbiorach muzeów i kolekcjach prywatnych w Polsce i za granicą (Niemcy, Włochy, Szwecja, USA, Anglia, Francja, Australia, Holandia, Finlandia, Nowa Zelandia, Kanada).

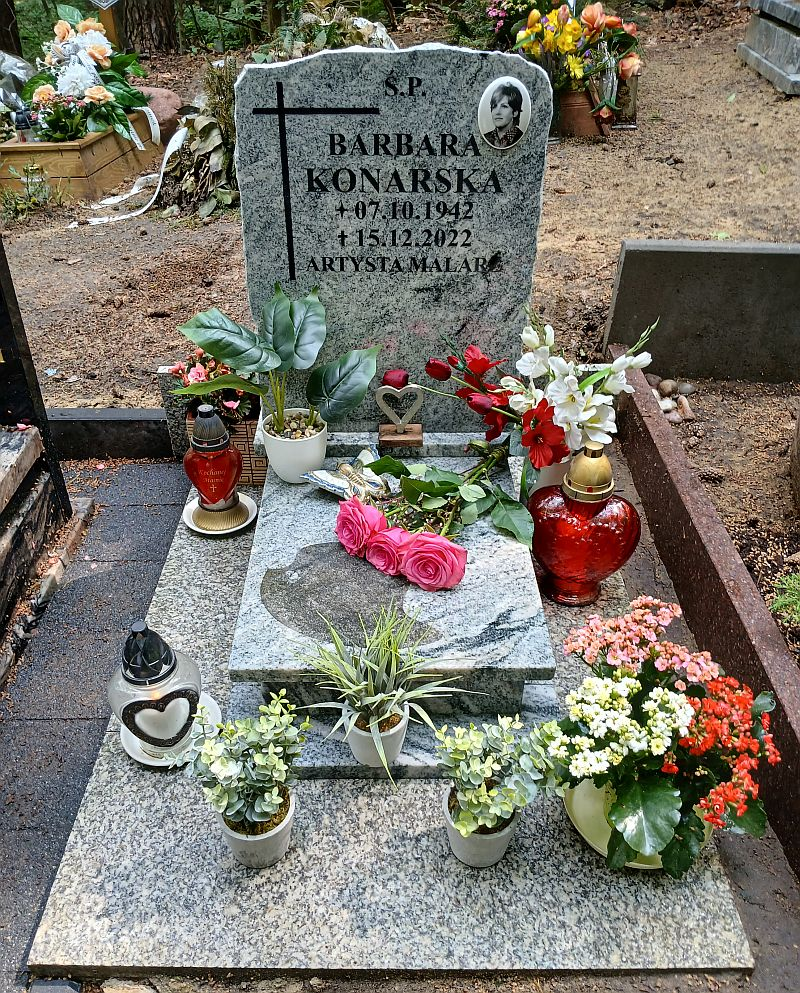
Grób Barbary Konarskiej na Cmentarzu "Srebrzysko" w Gdańsku.

Zmarła 15.12. 2022 roku. Została pochowana na Cmentarzu Centralnym "Srebrzysko" w Gdańsku 20. 12. 2022 roku, w rejonie XI, w kwaterze urnowej.

## Wybrane wystawy indywidualne
- 1980 – Wystawa malarstwa, BWA w Sopocie i Galeria Sień Gdańska – siedziba ZPAP, Gdańsk[34]
- 1983 – „Autoportrety”, Dom Esterki-Dom Gaski- Galeria E (Biuro Wystaw Artystycznych) – Radom[35]
- 1991 – Malarstwo, Ratusz Staromiejski, Gdańsk[36]
- 1996 – Galeria sztuki, Kunst im Krankenhaus – Eine Ausstellung im Universitatsklinikum Benjamin Franklin, Berlin[37]
- 2002 – Malarstwo, Art Gallery, Chicago, USA[38][39]
- 2005 – „Damy i demony”, wystawa malarstwa, Galeria Profile, Gdynia[40]
- 2011 – „Prêt-à-porter”, wystawa malarstwa, Galeria Profile, Gdynia[41][42]
- 2013 – Malarstwo Barbary Konarskiej i recytacja wierszy Wisławy Szymborskiej, Agencja Sztuki – Dom Aktora (ZPAP), Gdańsk[43]
- 2025 - "Pozostaje obraz-życie w kolorze. Malarstwo Barbary Konarskiej" - wystawa retrospektywna (pośmiertna), Galeria w Zaułku, Gdańsk[32]

## Wybrane wystawy zbiorowe
- 1975 – „Twórczość Kobiet Plastyczek”, wystawa z okazji Międzynarodowego Roku Kobiet, Muzeum Narodowe, Gdańsk[44]
- 1975 – I Biennale Sztuki Gdańskiej, BWA, Sopot
- 1977 – II Biennale Sztuki Gdańskiej, jubileusz środowiska plastyków Wybrzeża, BWA, Sopot[45][46]
- 1978 – I Prezentacja Portretu Współczesnego, Muzeum Okręgowe, Radom[23][47]
- 1979 – III Biennale Sztuki Gdańskiej, malarstwo, rzeźba, grafika, sztuka warsztatowa i projektowa, patronat Dziennika Bałtyckiego, BWA, Sopot[48]
- 1979 – „IX Złote Grono”, ogólnopolska wystawa laureatów festiwali i konkursów, Zielona Góra[49][50]
- 1980 – „Kędzierzyn'80", wystawa poplenerowa, Galeria Sztuki współczesnej BWA, ZPAP, Opole[51]
- 1981 – Ogólnopolska Wystawa Malarstwa, IX Ogólnopolski Konkurs im. J. Spychalskiego, BWA, Poznań[52]
- 1981 – „Portret Kobiety we Współczesnym Malarstwie Polskim”, z okazji Światowego Kongresu Kobiet, Polski Ośrodek Kultury i Informacji, Praga[53]
- 1981 – II Ogólnopolskie Triennale-Prezentacje Portretu Współczesnego, Muzeum Okręgowe, Radom[54]
- 1981 – Kędzierzyn Koźle'81, poplenerowa wystawa zbiorowa, Galeria Sztuki Współczesnej BWA, Opole[55]
- 1984 – „Polskie malarstwo portretowe 1944–1984”, wystawa portretu współczesnego, Narodowa Galeria Sztuki Zachęta, Warszawa[56]
- 1984 – Sierpniowa wystawa – Próby świadectwa, malarstwo, grafika, rzeźba, Kościół św. Michała, Sopot[57]
- 1984 – Wystawa malarstwa, Wystawa w IV rocznicę Solidarności pt. „Artyści stoczniowcom” kościół św. Mikołaja, Gdańsk[58]
- 1985 – VI Biennale Sztuki Gdańskiej, wystawa malarstwa, grafiki, rzeźby, ceramiki i tkaniny, BWA, Sopot[59]
- 1985 – „Kobieta w polskich sztukach plastycznych”, Instytut Polski, Praga (CSRS)[60]
- 1987 – IV Triennale „Prezentacje portretu współczesnego”, wystawa międzynarodowa, Radom[61]
- 1989 – „Morze”, wystawa poplenerowa malarstwa i grafiki, Jastrzębia Góra[62]
- 1990 – „Konfrontacje'90", I Triennale Sztuki Gdańskiej, BWA, Sopot[63]
- 1989 – „Morze”, poplenerowa wystawa zbiorowa, GTPS, Gdańsk[64]
- 1989 – Wystawa malarstwa, Galerie Nautilus und Glas Studio, Eckental, Niemcy[65]
- 1999 – „Salon Letni'99”, interdyscyplinarna wystawa twórczości artystów kołobrzeskich, Grupa Kołobrzeg, Kołobrzeg[66][67]
- 1999 – Wystawa malarstwa w Galerii 85', Gdańsk[68]
- 2000 – „Quo Vadis Polen!”, w ramach Dni Kultury Polskiej, Künstlerhaus Büchsenhausen, Innsbruck, Austria[69][70]
- 2000 – „Pokolenia – matki i córki”, wystawa malarstwa, tkaniny i rzeźby, Gdyńskie Centrum Organizacji Pozarządowych, Gdynia[71][72]
- 2000 – „Duży Format”, wystawa malarstwa, tkaniny i rzeźby, Rënk, Barniewice[73]
- 2001 – Malarstwo i grafika, interdyscyplinarna wystawa twórczości artystów kołobrzeskich, Väsby Konsthall Vänner, Stockholm, Szwecja[74][75][76]
- 2001 – „MANNISKAN – FIGUR – GESTALT”, udział artystów Grupy Kołobrzeg, Väsby Konsthall, Stockholm, Szwecja[76][74]
- 2001 – Malarstwo, wystawa zbiorowa Grupy Kołobrzeg, galeria Lokstallet Konsthall, Strömstad, Szwecja[77][76]
- 2002 – Wystawa Malarstwa, Rysunku, Grafiki i Rzeźby, Centrum Targowe, Gdańsk[78]
- 2003 – II Ogólnopolskie Triennale Malarstwa i Tkaniny Unikatowej, hala wystawiennicza Międzynarodowych Targów Gdańskich, Trójmiasto[79]
- 2003 – „Zbliżenia”, wystawa zbiorowa członków SPAW Era Art, Meklemburgia i Pomorze Przednie, Niemcy[80]
- 2003 – „Polnische Gemälde zum Kennenlernen”, Ausstellung in Sparkasse, Neustrelitz. Niemcy[24]
- 2004 – II Wystawa Malarstwa, rysunku, grafiki i rzeźby, Centrum Rozrywki i Kultury Gemini, Muzeum Miasta Gdyni, Gdynia[81]
- 2005 – III Ogólnopolskie Biennale Malarstwa i Tkaniny Unikatowej „Radość Wolności”, Międzynarodowe Targi Gdańskie, Trójmiasto[82]
- 2005 – „Pokolenia”, wystawa zbiorowa malarstwa, tkaniny i grafiki, lokal artystyczny Tygiel, Gdynia[83]
- 2006 – „III Wystawa Malarstwa, Rysunku, Grafiki i Rzeźby – Gdynia 2006”, hala GOSiR w Gdyni, Gdynia[84]
- 2006 – „Polscy i Niemieccy Artyści w Oficynie Sztuki Domu Aktora w Gdańsku”, Dom Aktora, Gdańsk[85]
- 2007 – IV Biennale Malarstwa i Tkaniny Unikatowej, Muzeum Miasta Gdyni, Trójmiasto[86][87]
- 2008 – I Międzynarodowe Biennale Grafiki Cyfrowej, pokaz mody z papieru, Muzeum Miasta Gdyni, Gdynia[14]
- 2009 – „Trzy kobiety x 2", wystawa malarstwa, Tygiel, Gdynia[88]
- 2009 – „Dar Pomorza i żaglowce świata”, interdyscyplinarna wystawa zbiorowa, Tygiel, Gdynia[89]
- 2009 – „Barwy Kaszub”, wystawa malarstwa, Tygiel, Gdynia[89]
- 2009 – „Papier”, rysunek, grafika, instalacje, malarstwo, Tygiel, Gdynia[89]
- 2009 – „Świąteczna Gdynia”, wystawa malarstwa, Tygiel, Gdynia[89]
- 2009 – „Anioły”, wystawa malarstwa, Galeria Profile, Gdynia[88]
- 2010 – „Pokolenia Solidarności „,wystawa malarstwa zorganizowana z okazji 30 – lecia Solidarności /1980 – 2010/, Tygiel, Gdynia[90]
- 2011 – „Era Art w Koszalinie”, Galeria Na Piętrze, Koszalin[91][92]
- 2011 – „Piętnastka ERA ART”, wystawa jubileuszowa z okazji 15-lecia SPAW Era Art, Gdynia[93]
- 2011 – Wystawa jubileuszowa z okazji 100-lecia gdańskiego okręgu ZPAP, Gdański Park Naukowo-Technologiczny, Gdańsk[94][2]
- 2012 – Wystawa „Galeria Autoportretu Współczesnego 1984–1990”, Muzeum Niepodległości, Warszawa[95]
- 2012 – „Barwy Morza – Gdynia 2012”, wystawa malarstwa „Dar Pomorza”, Gdynia[96]
- 2014 – „Różne spojrzenia – malarstwo, grafika i fotografia”, Tygiel, Gdynia[97]
- 2016 – „Barwy morza”, wystawa malarstwa „Dar Pomorza”, Gdynia[98]
- 2016 – „Gdynia – miasto radości”, Tygiel, Gdynia[99]
- 2017 – Wystawa malarstwa artystów ZPAP, Galeria na Piętrze, Łódź
- 2018 – „Obietnice wiosny … zbiorowa wystawa malarstwa”, Tygiel, Gdynia[100]
- 2018 – Stała ekspozycja malarstwa, Galeria Sztuki Współczesnej, Gniewino[101]
- 2020 – „Maski... Maski... Maski”, wystawa malarstwa, rzeźby, rysunku, fotografii, instalacji, Galeria ZPAP, Gdańsk[102]
- 2021 – 25-lecie Stowarzyszenia Promocji Artystów Wybrzeża Era Art, jubileuszowa wystawa zbiorowa, Tygiel, Gdynia[103]
- 2022 - "Polskie malarstwo portretowe u schyłku XX w." - Muzeum Jacka Malczewskiego, Radom[104]

## Nagrody i wyróżnienia
- 1978 – I nagroda wojewody radomskiego (Grand Prix) za portret na I Prezentacji Portretu Współczesnego, Radom[23]
- 1979 – Udział w wystawie „IX Złote Grono” wystawa laureatów konkursów lat 1977–1978, Zielona Góra[50]
- 1979 – Medal Galerii Biura Wystaw Artystycznych (Biuro Wystaw Artystycznych BWA), w nawiązaniu do portretów z 1978 r., Radom[50]
- 2001 – Medal Stowarzyszenia Promocji Artystów Wybrzeża Era-Art na I Ogólnopolskim Biennale Malarstwa i Tkaniny Unikatowej, Trójmiasto[105]
- 2003 – Wyróżnienie: malarstwo, II Ogólnopolskim Biennale Malarstwa i Tkaniny Unikatowej, hala Międzynarodowych Targów Gdańskich, Gdańsk[106]
- 2003 – Statuetka Stowarzyszenia Promocji Artystów Wybrzeża Era-Art, Gdynia[80]